# Seta bizantina

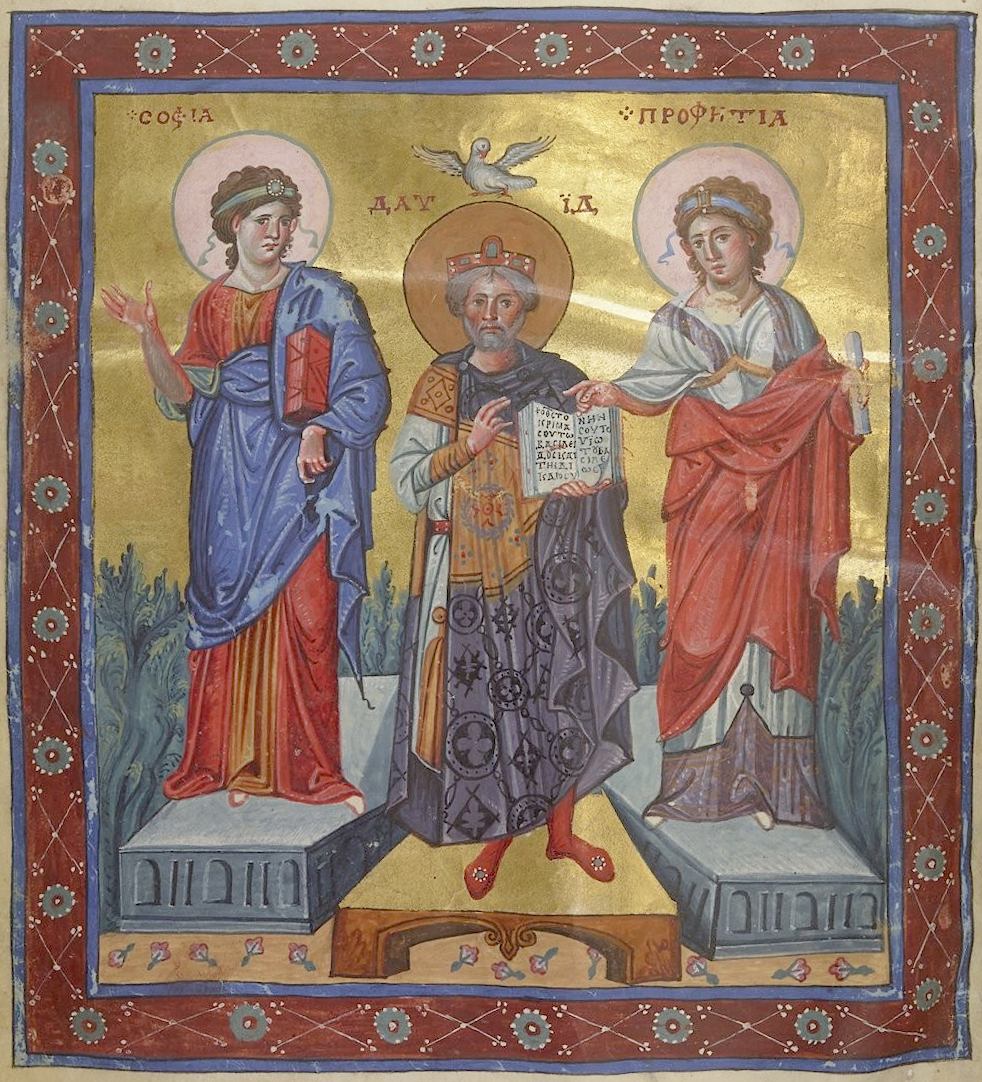
Davide, tra le personificazioni della Saggezza e della Profezia, è ritratto in una clamide di seta bizantina operata. Salterio di Parigi, X secolo.

La seta bizantina è una produzione dell'Impero bizantino dal IV secolo circa, fino alla caduta di Costantinopoli nel 1453.
Costantinopoli, la capitale bizantina, fu il primo significativo centro tessile in Europa. La seta era una delle merci più importanti dell'economia bizantina, usata dallo Stato sia come mezzo di pagamento che di diplomazia. La seta grezza era comprata dalla Cina e confezionata in stoffe raffinate che spuntavano alti prezzi in tutto il mondo. In seguito, dei bachi da seta furono contrabbandati nell'Impero consentendo di produrre direttamente la materia prima, e il commercio della seta via terra divenne gradualmente meno importante. Dopo il regno di Giustiniano I, la manifattura e la vendita della seta divennero un monopolio imperiale: la seta veniva lavorata solo nelle fabbriche imperiali e venduta agli acquirenti autorizzati.
Le sete bizantine erano caratteristiche per i colori brillanti, l'uso del filo d'oro e gli intricati disegni che si avvicinavano alla complessità pittorica del ricamo nelle stoffe tessute al telaio. Bisanzio dominò la produzione di seta in Europa per tutto l'Alto Medioevo, fino alla fondazione dell'industria italiana della lavorazione della seta nel XII secolo e alla conquista e disgregazione dell'Impero bizantino nella Quarta crociata (1204).

## Sviluppo

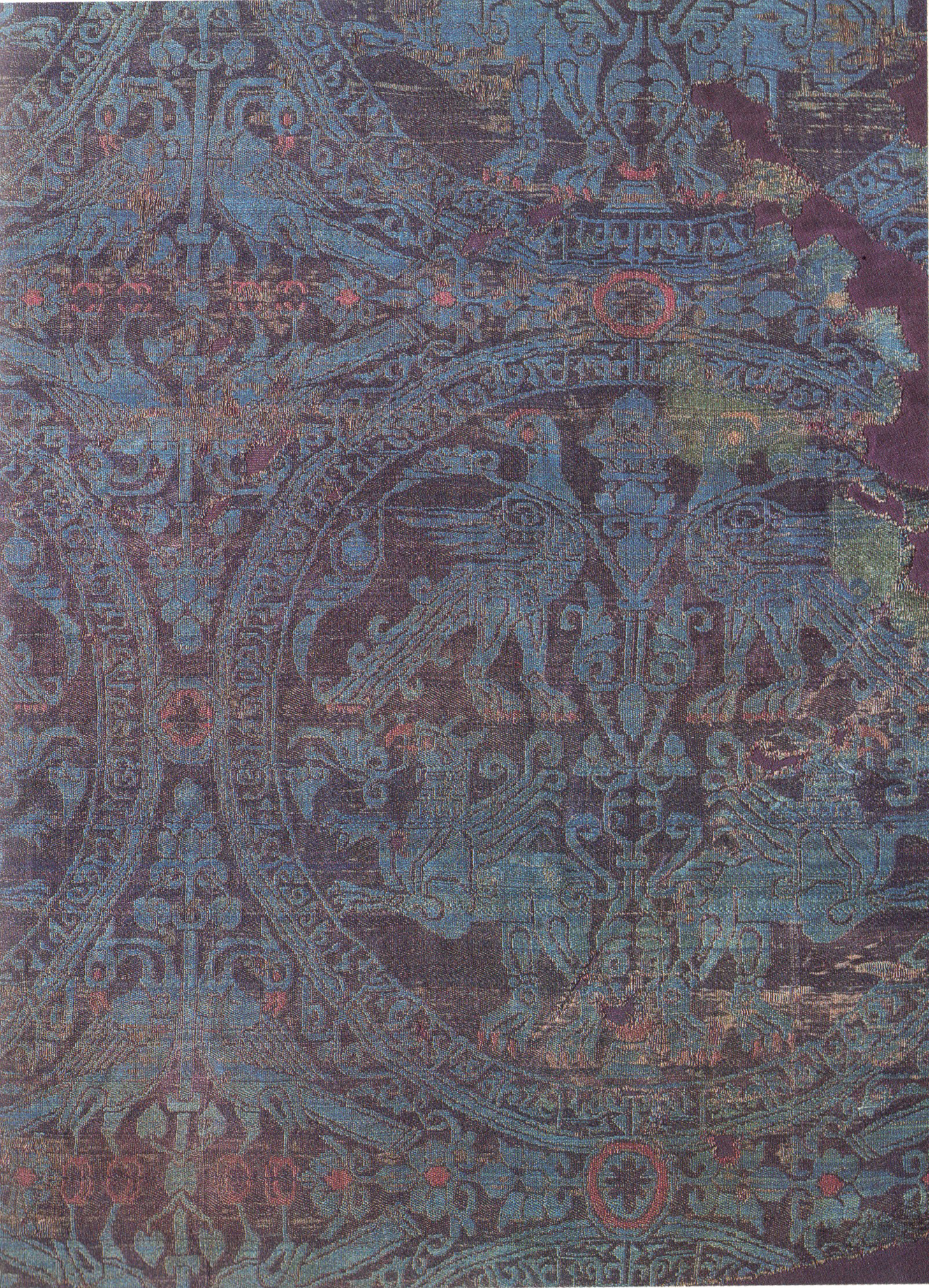
Seta bizantina con un disegno di uccelli e grifoni in tondi.

Al tempo dell'Impero romano, i tessuti di seta raggiungevano l'Occidente via terra lungo la Via della seta attraverso l'Asia dalla Cina degli Han, passando attraverso l'Impero dei Parti e in seguito l'Impero sasanide, ai centri commerciali della Siria. Le importazioni di seta grezza, di filati di seta e di tessuti finiti sono tutte registrate, ma le tecniche di produzione di questi tessuti a partire dal baco da seta bombyx mori rimasero un segreto dei Cinesi gelosamente custodito finché l'imperatore romano d'Oriente Giustiniano I (482–565) fece in modo che delle uova di baco da seta fossero contrabbandate fuori dall'Asia centrale nel 553-54, ponendo le basi per la fioritura dell'industria bizantina della lavorazione della seta.
Poco dopo il contrabbando delle uova di baco da seta dalla Cina a opera di monaci cristiani nestoriani, lo storico bizantino del VI secolo Menandro Protettore scrive di come i Sogdiani tentassero di stabilire un commercio diretto della seta cinese con l'Impero bizantino. Dopo aver stretto un'alleanza con il sovrano sasanide Cosroe I per sconfiggere l'Impero eftalita, Istämi, il sovrano göktürk del Khaganato turco, fu avvicinato dai mercanti sogdiani che chiedevano il permesso di cercare udienza presso il Re dei Re sasanide per ottenere il privilegio di viaggiare attraverso i territori persiani al fine di commerciare con i Bizantini. Istämi rifiutò la prima richiesta, ma quando approvò la seconda e fece mandare l'ambasciata sogdiana al re sasanide, quest'ultimo fece avvelenare i membri dell'ambasciata. Maniah, un diplomatico sogdiano, convinse Istämi a mandare un'ambasciata direttamemte a Costantinopoli, che arrivò nel 568 e offrì non solo seta come dono al sovrano bizantino Giustino II, ma propose anche un'alleanza contro la Persia sasanide. Giustino II acconsentì e inviò un'ambasciata al Khaganato turco, assicurando il commercio diretto della seta desiderato dai Sogdiani. Tuttavia, anche con la produzione bizantina della seta iniziata nel VI secolo, le varietà cinesi erano ancora considerate di qualità migliore, un fatto che è forse sottolineato dalla scoperta di un solidus, una moneta bizantina coniata durante il regno di Giustino II trovata in una tomba cinese della dinastia Sui (581-618 d.C.) della provincia di Shanxi nel 1953, tra altre monete bizantine trovate in vari siti. Secondo le storie cinesi, i Bizantini (cioè i "Fu-lin"), mantenendo una precedente tradizione diplomatica romana in Cina, inviarono anche parecchie ambasciate alla corte della dinastia Tang (618-907 d.C.) e in un'occasione a quella della dinastia Song (960-1279), offrendo doni esotici come oggetti di vetro, mentre dimostravano un continuo interesse per il commercio di seta cinese. Lo storico bizantino del VII secolo Teofilatto Simocatta fornì una descrizione abbastanza accurata della Cina, della sua geografia, della sua riunificazione ad opera della dinastia Sui (581-618), e nominò perfino il suo sovrano Taisson che significava "Figlio di Dio", forse derivato anche dal nome dell'imperatore Tai Zong dei Tang (r. 626-649). Anche le fonti cinesi contemporanee, ossia il Vecchio e il Nuovo libro dei Tang, descrivevano la città di Costantinopoli e come essa fu assediata da Mu'awiya I (fondatore del Califfato omayyade), che da allora in avanti esigette un tributo.
Anche i nuovi tipi di telai e le nuove tecniche di tessitura hanno avuto la loro parte. Sete semplici o marezzate circolavano nel mondo romano, e sete damascate con motivi geometrici sempre più complessi appaiono dalla metà del III secolo. Saie composte in effetto di trama sono state sviluppate non più tardi del 600, e gli spigati composti policromi (multicolori) sono diventati il tessuto standard per le sete bizantine nei secoli successivi. I tessuti di lampasso monocromatico diventarono di moda intorno al 1000 nei centri tessili bizantini ed islamici; per rendere i motivi questi tessuti si basano su trame contrastanti piuttosto che sul colore. È giunto ai giorni nostri anche un piccolo numero di arazzi tessuti con sete bizantine.
I regolamenti che governavano l'uso delle costose tinture porpora variarono nel corso degli anni, ma la stoffa tinta con questi colori era generalmente riservata a specifiche classi ed era usata nei doni diplomatici. Altre tinte usate nei laboratori della seta bizantina erano la lacca di garanza, il chermes, l'indaco, la guaderella e il pernambuco. Il filo d'oro era fatto con strisce di argento dorato avvolte intorno a un nucleo di seta.
Le sete bizantine decorate con figure (disegni) del VI (e probabilmente del V) secolo mostrano motivi complessi con piccoli decori quali cuori, svastiche, palmette e foglie lavorate in due colori della trama. In seguito, appaiono decori vegetali riconoscibili (quali foglie e fiori di loto) e figure umane. I tessuti sopravvissuti documentano un ricco scambio di tecniche e temi iconografici tra Costantinopoli e i nuovi centri tessili islamici del Mediterraneo e dell'Asia centrale negli anni dopo l'espansione islamica del VII secolo. I motivi dell'VIII e del IX secolo mostrano file di tondi o medaglioni popolati di coppie di figure umane o animali disposte specularmente su un asse verticale. Molti decori riecheggiano i motivi sasanidi, inclusi l'albero della vita, cavalli alati e bestie immaginarie, e ci sono numerosi pezzi sopravvissuti dove gli specialisti non riescono a concordare tra un'origine bizantina o islamica. I disegni in voga evocavano le attività e gli interessi della corte reale, come le scene di caccia o la quadriga (carro a quattro cavalli).

## Tessuti lavorati

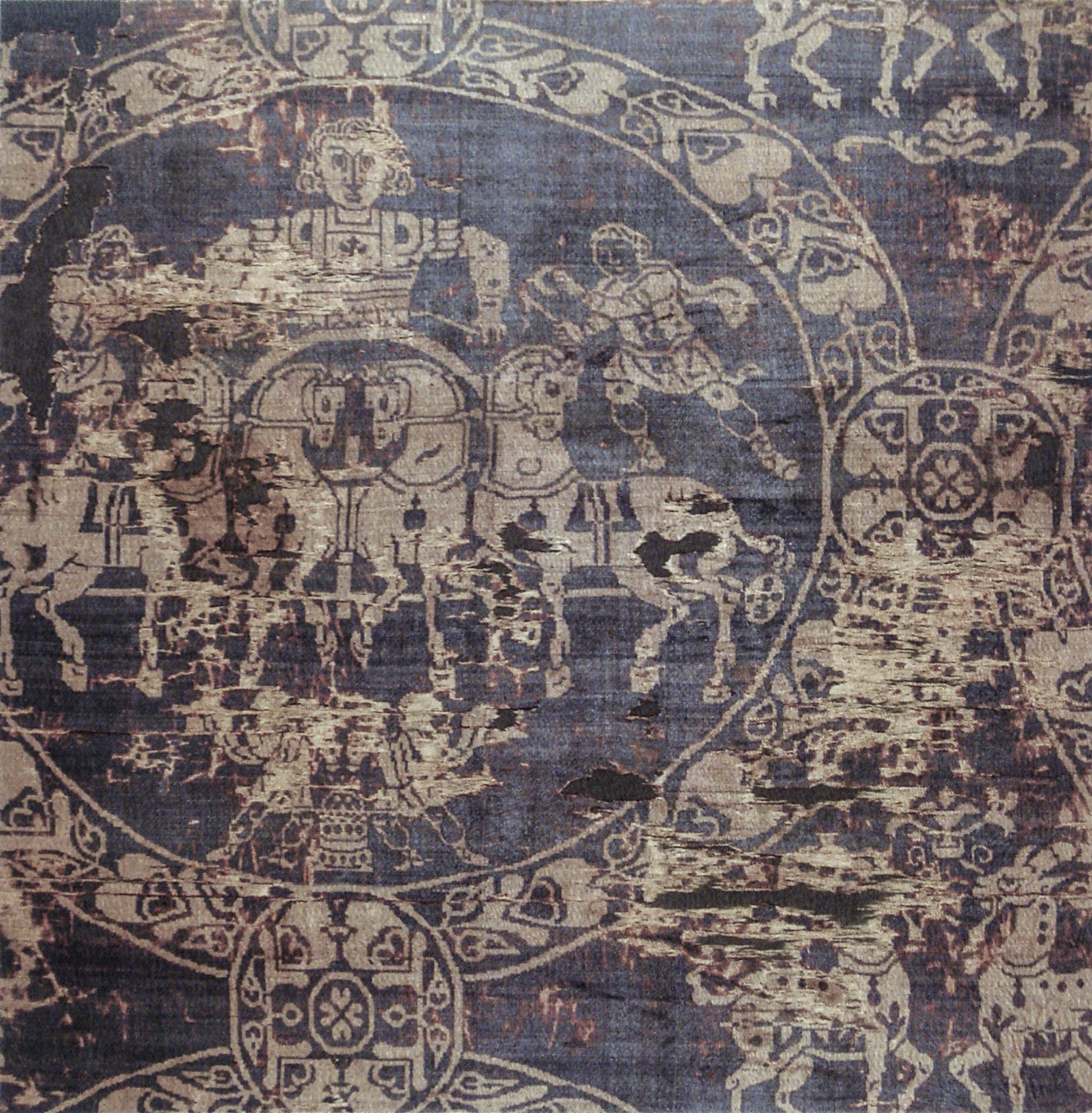
Il Sudario di Carlo Magno, una seta bizantina policroma con un disegno che mostra una quadriga, IX secolo. Parigi, Musée national du Moyen Âge.

Delle cinque tessiture basilari usate nei centri tessili bizantini e islamici del Mediterraneo (tela, saia, damasco, lampasso e arazzo) il prodotto più importante era la saia composta sulla faccia della trama chiamata sciamito. La parola è derivata dall'antico francese samit, dal latino medievale samitum, examitum a sua volta derivante dal greco bizantino ἑξάμιτον hexamiton "sei fili", solitamente interpretato come indicante l'uso di sei fili nell'ordito. Nello sciamito, i fili principali dell'ordito somo nascosti su entrambi i lati del tessuto dalle trame del fondo e dei disegni, lasciando visibili solo gli orditi di legatura che tengono a posto le trame.
Queste ricche sete (che valevano, letteralmente, tanto oro quanto pesavano) furono importanti armi politiche tra il IV e il XII secolo. Doni diplomatici di sete bizantine cementarono alleanze con i Franchi. Bisanzio garantì concessioni per il commercio della seta alle quattro repubbliche marinare (Venezia, Pisa, Genova e Amalfi) per assicurare ai propri territori supporto navale e militare.
L'influenza esercitata dalla tessitura della seta bizantina fu profonda. Le pratiche rituali ed ecclesiastiche di corte legate alla seta bizantina furono adottate dai Franchi, proprio come gli stili di arredamento e i codici di abbigliamento della corte bizantina furono ripresi in tutto il mondo islamico. Bisanzio sviluppò elaborati indumenti di seta per la corte e fissò lo stile per l'uso della sete nelle uniformi civili e militari e per i ricchi paramenti religiosi. Queste sete erano usate come forma di ricchezza trasferibile della quale si poteva proficuamente disporre in tempi di bisogno.

Le sete sopravvivono in Europa occidentale dalle tombe di importanti figure, usate nelle rilegature dei libri e anche nei reliquiari. Ma è chiaro che avevano numerosi usi come tendaggi e drappi nelle chiese e nelle case dei ricchi, nonché per l'abbigliamento e i paramenti. Le fonti raramente menzionano l'origine specifica delle sete, ma talvolta descrivono i disegni con abbastanza dettagli da consentirne un'identificazione come bizantine.
L'Inghilterra anglosassone ebbe le sete almeno dalla fine del VII secolo, riportate da Roma da Benedetto Biscop e da altri. Esse erano un acquisto essenziale, e facilmente trasportabile, per i pellegrini benestanti diretti a Roma o nella Terra santa (dove si poteva comprare anche la seta siriana o egiziana), ed erano disponibili in Inghilterra da mercanti inglesi che avevano certamente basi a Roma e a Pavia, e probabilmente venivano comprate anche da mercanti scandinavi che usavano la rotta baltica. Si dovette fare uno speciale accordo esclusivo in base al quale la corona inglese pagava direttamente una somma a Pavia al posto del dazio doganale sulla seta, che i Pavesi trovavano troppo difficile o pericoloso riscuotere dai mercanti inglesi. Dalla corte imperiale a Costantinopoli discendevano a cascata anche i doni diplomatici, in quanto i sovrani che li ricevevano ne trasferivano molti ad altri sovrani e chiese sia dentro che fuori del loro territorio. Carlo Magno donò sete non solo al re Offa di Mercia, ma anche alle diocesi di Mercia e Northumbria.

## Arazzi e ricami

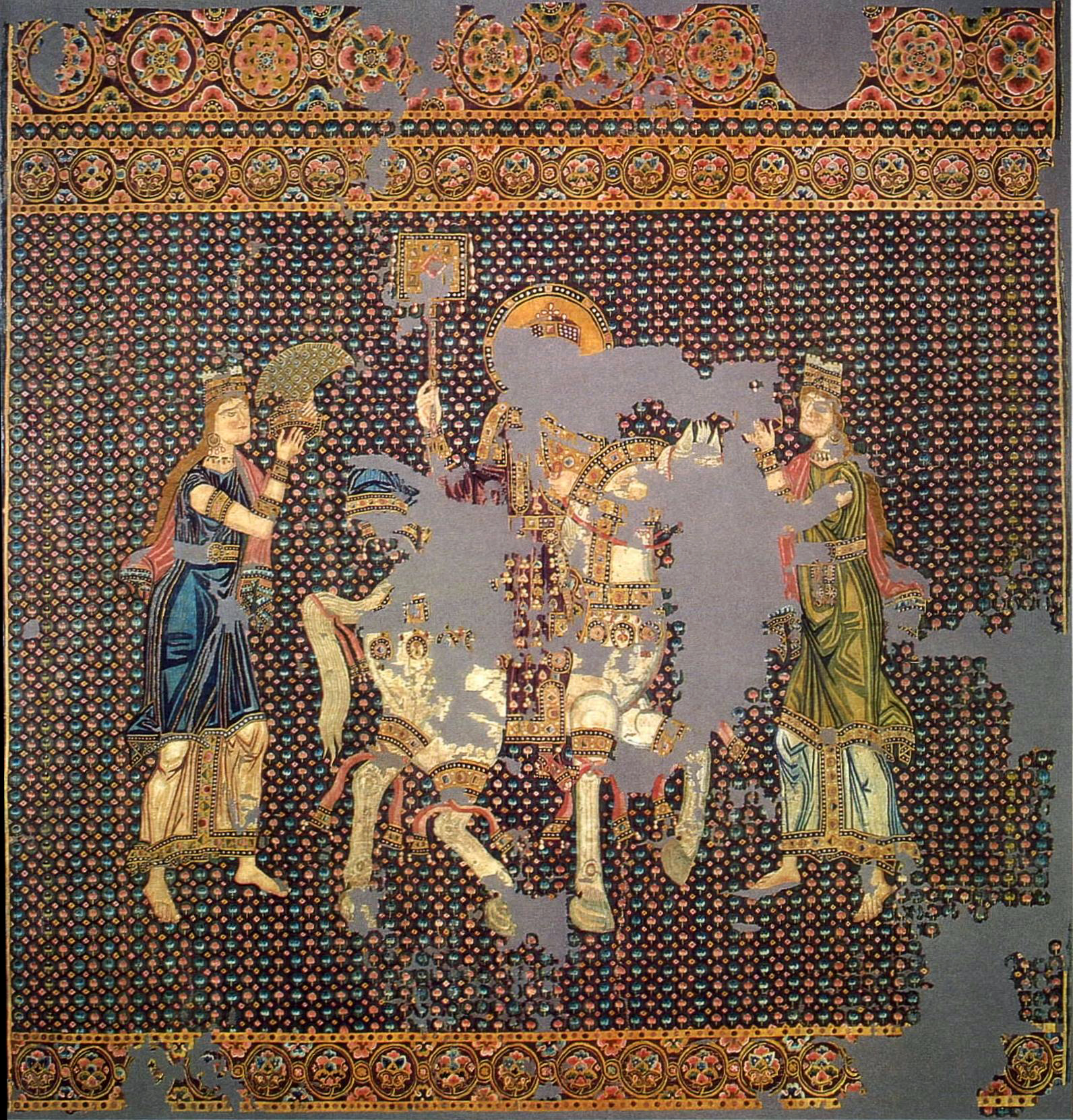
Il Sudario di Gunther di Bamberga, un arazzo imperiale ricamato raffigurante il ritorno di Giovanni Zimisce da una campagna vittoriosa del 970 circa.

In aggiunta ai tessuti lavorati per abiti e arredi, i laboratori bizantini erano noti anche per gli arazzi lavorati e i tessuti riccamente ricamati con decorazioni che spesso includevano scene figurative. L'esempio più impressionante sopravvissuto fino ai nostri giorni è il Sudario di Gunther di Bamberga (in tedesco: Bamberger Gunthertuch), un arazzo lavorato di oltre due metri quadrati, con un imperatore a cavallo tra due personificazioni femminili. Quasi un secolo dopo essere stato realizzato fu acquistato da Gunther, vescovo di Bamberga in Germania, durante un pellegrinaggio a Costantinopoli. Egli morì durante il viaggio ed esso fu usato per il suo sudario. Le scene religiose ricamate erano usate per i paramenti e i tendaggi, e sembra che il famoso Opus anglicanum inglese sia stato pesantemente influenzato dai ricami bizantini. Questi continuavano le tendenze tardo-antiche, che tra le altre testimonianze sono note da ritrovamenti nei cimiteri egiziani e dalla lamentela di sant'Asterio di Amasea intorno al 410 sul suo gregge nella Turchia nordorientale, dove dice che i laici decoravano i loro abiti con immagini religiose:
... essi producono artificialmente per sé stessi e per le loro mogli e i loro figli, abbigliamento infiorato e decorato con diecimila oggetti... Quando, perciò, si vestono e appaiono in pubblico, agli occhi di chi li incontra sembrano pareti dipinte. E forse perfino i bambini li circondano, sorridendo tra loro e indicando con il dito la figura sull'indumento; e camminano appresso a loro, seguendoli per molto tempo. Su questi indumenti ci sono leoni e leopardi; orsi e tori e cani; boschi e rocce e cacciatori ... Potete vedere le nozze di Galilea e le brocche per l'acqua; il paralitico che porta il suo letto sulle spalle; il cieco che viene guarito con l'argilla; la donna con lo sbocco di sangue, che tiene il bordo della veste; la peccatrice che cade ai piedi di Gesù; Lazzaro che ritorna in vita dalla tomba. Nel fare questo essi ritengono di stare agendo piamente e di essere vestiti con indumenti che piacciono a Dio. Ma se ascoltano il mio consiglio che vendano quegli abiti e onorino l'immagine vivente di Dio. Non dipingete Cristo sui vostri imdumenti. È sufficiente che egli abbia sofferto una volta l'umiliazione di dimorare in un corpo umano che spontaneamente assunse per amore nostro. Dunque, non sulle vostre tuniche, ma sulla vostra anima portate la sua immagine.
Gli esempi dei cimiteri egiziani sono fatti di solito con tessuti meno raffinati della seta, e sono tipicamente tondi o altre forme semplici con un bordo e una scena all'interno. Questo stile di disegno non sembra dissimile dalle menzioni e dai pochi esempi sopravvissuti di ricami religiosi provenienti dall'Occidente molti secoli dopo. Alcuni ricami occidentali erano importati, altri pezzi senza dubbio fatti localmente con seta importata, benché fossero usati altri materiali. L'unico esempio sopravvissuto di tali lavori su larghissima scala, l'enorme Arazzo di Bayeux (incompleto a 0,5 per 68,38 metri), è ricamato con la lana su uno sfondo piatto di lino, e tecnicamente non è affatto un arazzo. Tuttavia sono menzionati tendaggi figurativi su scala minore e abiti in seta.

## Declino
Nel 1147, durante la Seconda Crociata, Ruggero II di Sicilia (1095–1154) attaccò Corinto e Tebe, due importanti centri di produzione della seta bizantina, catturando i tessitori e la loro attrezzatura e fondando i propri setifici a Palermo e in Calabria. Dopo la cattura di Costantinopoli nel 1204 da parte delle forze della Quarta crociata (1202–1204) e la fondazione dell'Impero latino di Costantinopoli (1204–1261) e degli altri stati "latini" nei territori bizantini, l'industria della seta bizantina si restrinse, rifornendo solo il mercato di lusso interno, e il primato europeo nella tessitura e nel disegno della seta passò alla Sicilia e ai centri italiani emergenti di Lucca e Venezia.